# Anthurium affine
Antúrio afinni é uma espécie de plantas com flores. Foi descrito pela primeira vez por Heinrich Wilhelm Schott. Anthurium affine pertence à família Anthurium, e está relacionado com Araceae. 
Este tipo de planta pode ser encontrado em:
- nordeste e sudeste e centro-oeste do Brasil

Não há tipos listados como este.